# Demetrio di Tessalonica
Demetrio di Tessalonica (in greco Άγιος Δημήτριος της Θεσσαλονίκης?) (III secolo – 306) fu un martire del IV secolo. I greci-ortodossi gli attribuiscono il titolo di Megalomartire ed è considerato un santo miroblita.

## Biografia
Le origini del suo culto sono oscure, la prima prova della sua esistenza si ha soltanto 175 anni dopo il suo martirio e molti studiosi dubitano addirittura che sia mai esistito un Demetrio martire in Tessalonica.
Tuttavia l'agiografia tradizionale su questo santo narra che fosse un diacono del luogo e che fu trafitto da lance nei fianchi intorno al 306, durante le persecuzioni contro i cristiani volute dall'imperatore romano Diocleziano o forse Galerio.
Una tradizione più tarda vuole che sia stato un militare romano e addirittura un proconsole e per questo motivo venne adottato come santo protettore dai Crociati insieme a san Giorgio durante il Medioevo.

## Culto
Le sue reliquie sono conservate in Salonicco, in Grecia, città della quale è anche il santo patrono ed il giorno in cui viene celebrato è il 26 ottobre.
Il Martirologio Romano ne celebra la memoria invece il 9 aprile, riprendendo la tradizione del Martirologio siriaco.
Tra i Serbi appartenenti alla Chiesa ortodossa viene venerato come Mitar e il giorno delle celebrazioni in suo onore, ha il nome di Mitrovdan, ed è l'8 novembre, giorno di festività pubblica nella parte serba della Bosnia ed Erzegovina.
San Demetrio Megalomartire è il patrono di San Demetrio Corone, in provincia di Cosenza, comune dalla tradizione arbëreshë. Le celebrazioni in suo onore si svolgono il giorno 26 ottobre.
Le ossa di san Demetrio sono state trasferite dall'abbazia di San Lorenzo in Campo a Salonicco, dapprima il teschio il 24 ottobre 1978, poi tutte le altre ossa, tranne i femori, nella primavera del 1980. I femori si possono venerare nella cripta della chiesa a San Lorenzo in Campo, mentre le altre reliquie sono conservate nella chiesa di San Demetrio a Salonicco.

## Iconografia
La sua iconografia lo raffigura in armatura da soldato romano, sebbene le sue prime rappresentazioni precedenti al 600 lo vedono vestito di una semplice tunica. Dopo la caduta di Costantinopoli esso venne sempre più spesso associato a san Giorgio ed insieme raffigurati a dorso di un cavallo, spesso di colore rosso per san Demeterio e bianco per san Giorgio, un altro elemento che permette di distinguerli è il loro obbiettivo: san Giorgio uccide un drago, mentre Demetrio un moro. Inoltre similmente a Giorgio anche san Teodoro è raffigurato nello sconfiggere un drago, spesso anche un 
serpente.
Un'altra iconografia per questo santo lo vede dipinto con lo sfondo della Torre bianca di Tessalonica che nell'iconografia è raffigurata così come era nota durante il XVI secolo, poiché l'architettura e la conformazione della torre dell'epoca di san Demetrio è rimasta ignota. Una delle più antiche ed importati iconografie di questo santo è oggi custodita nel museo civico di Sassoferrato.

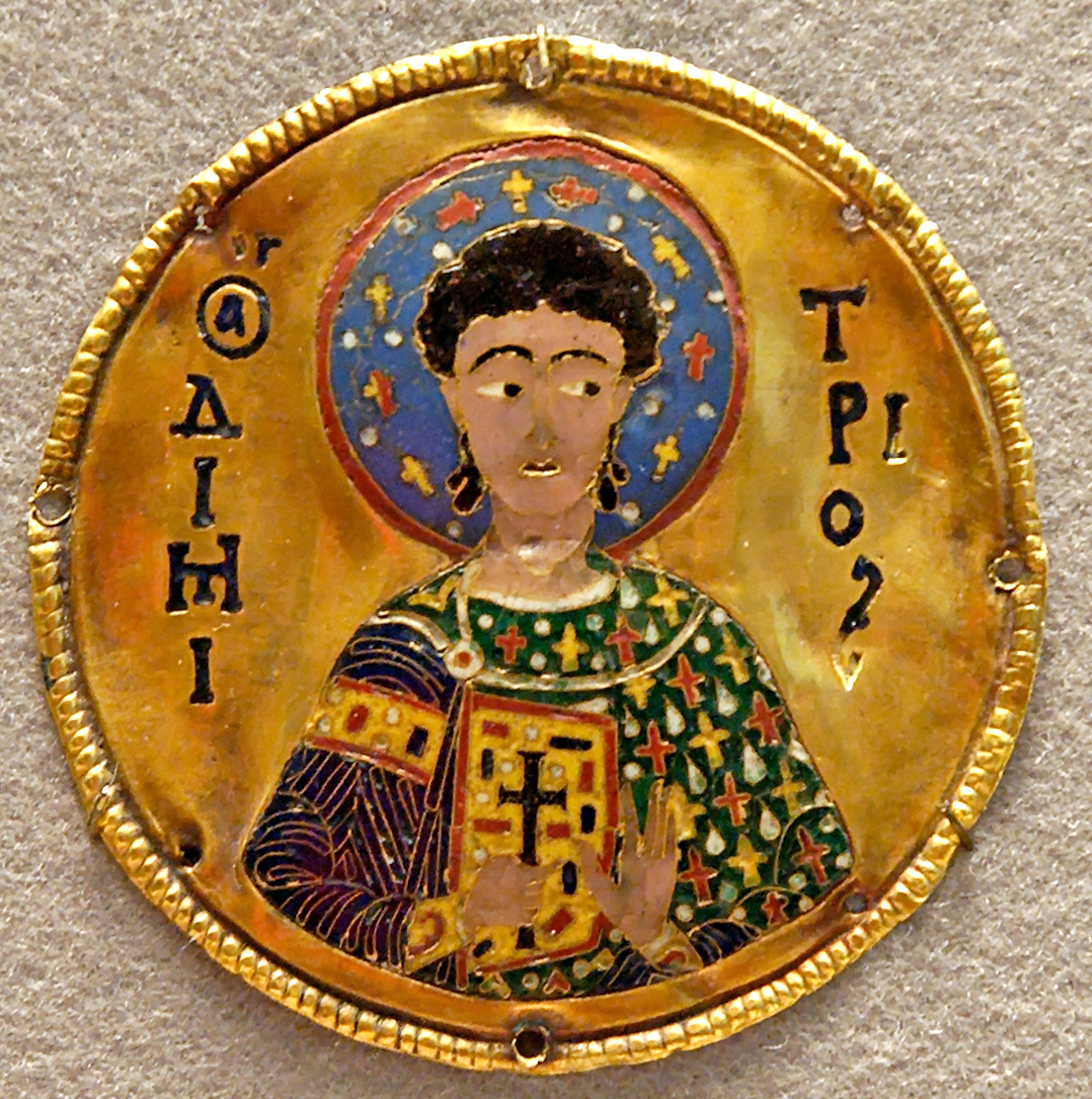
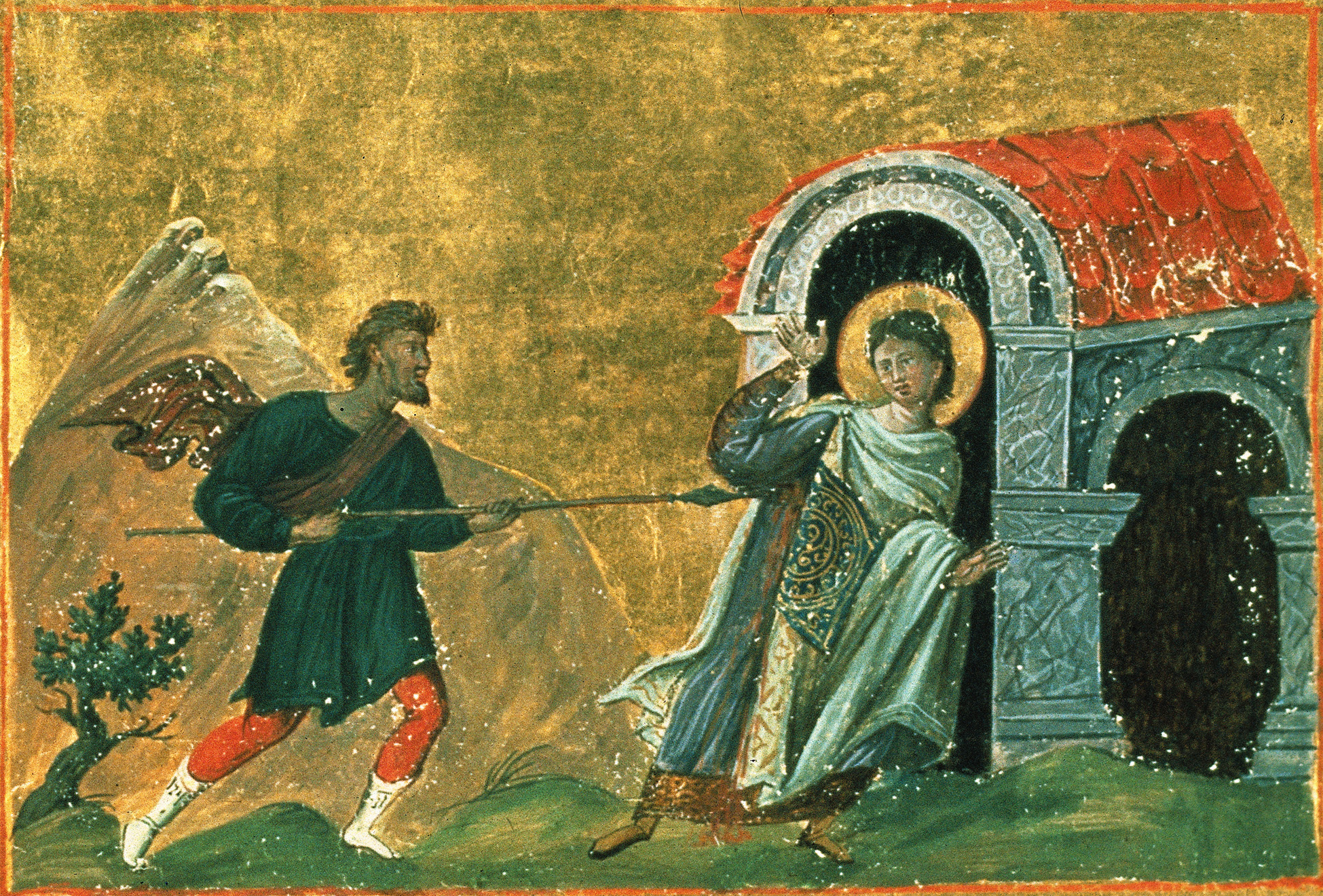
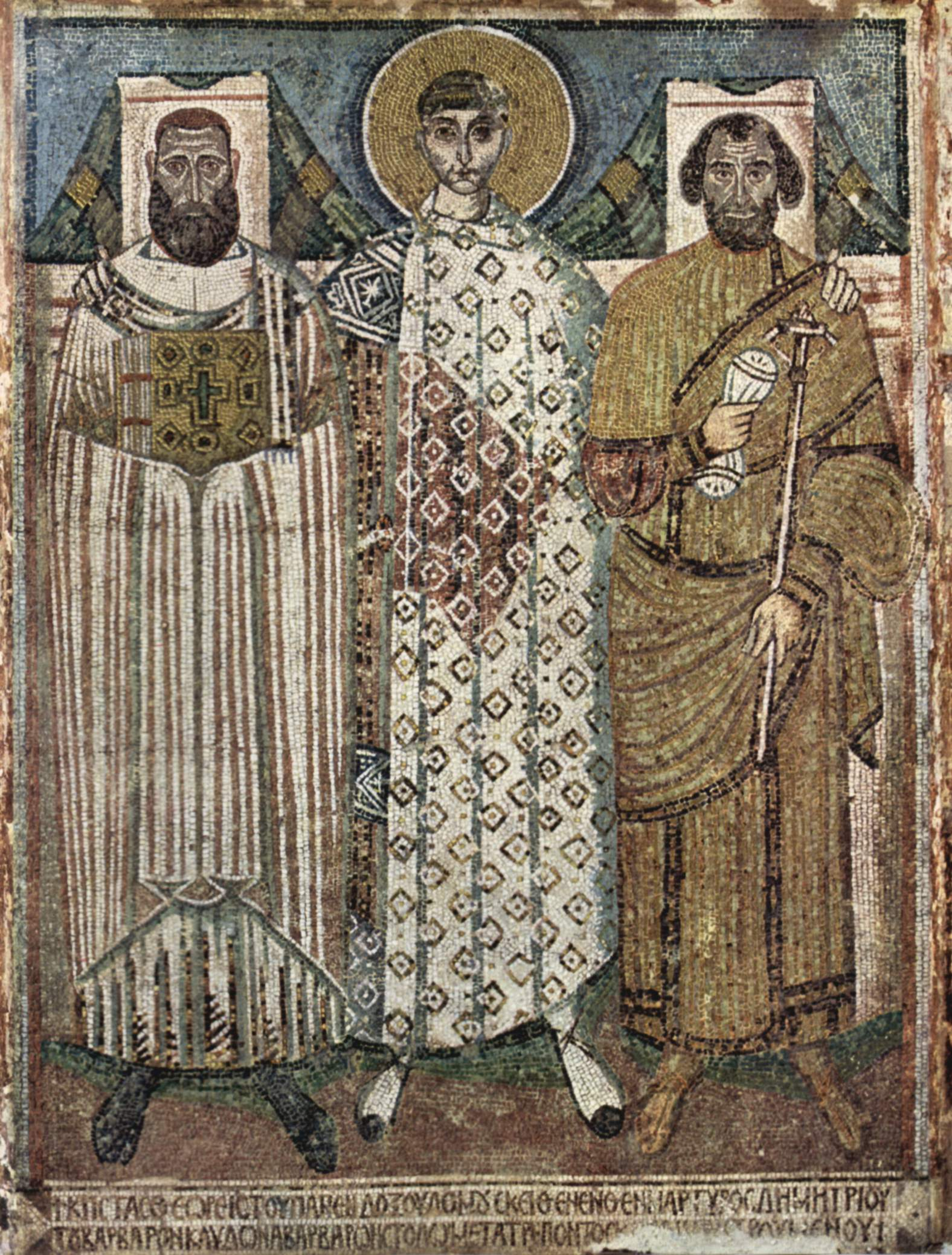
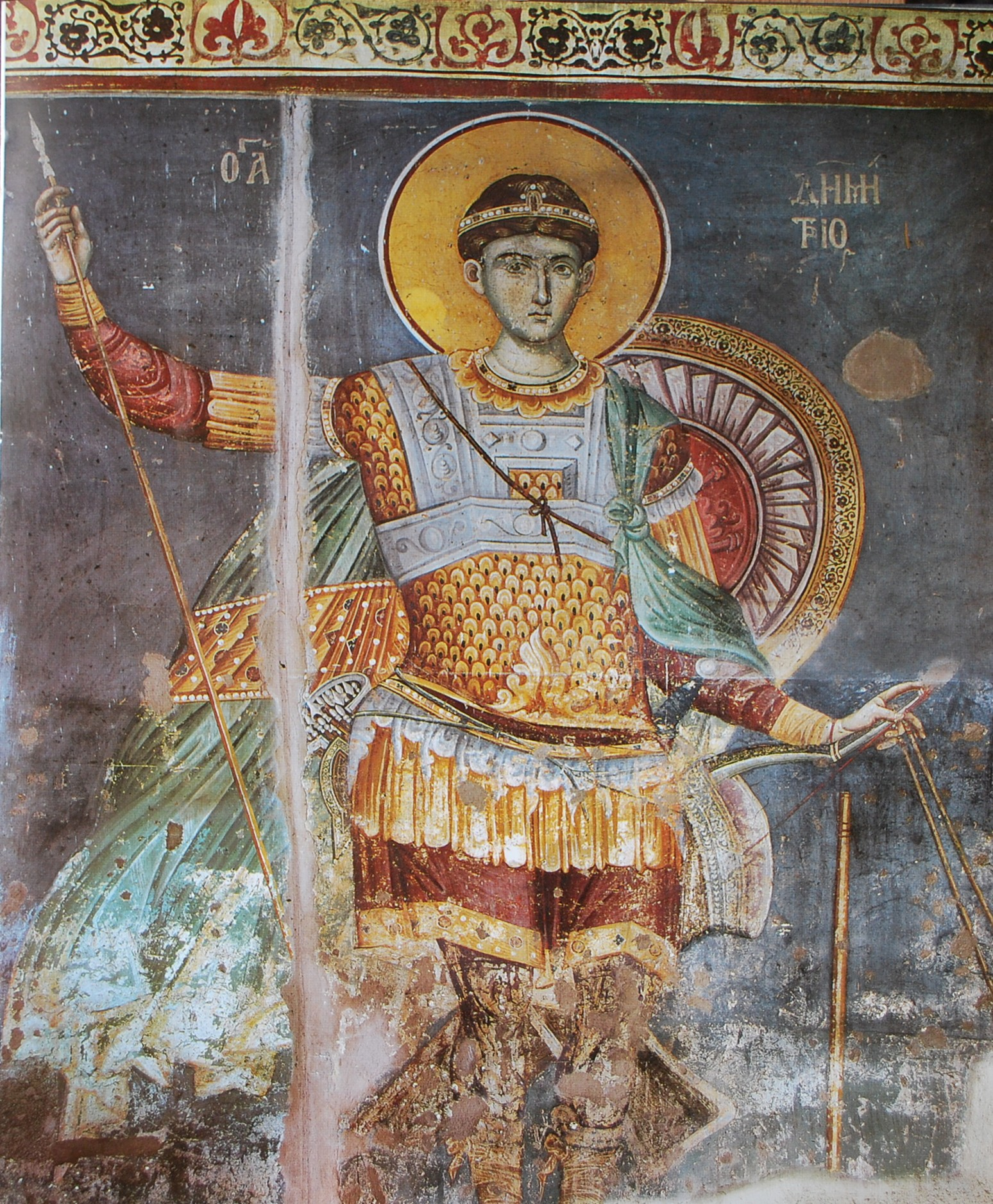
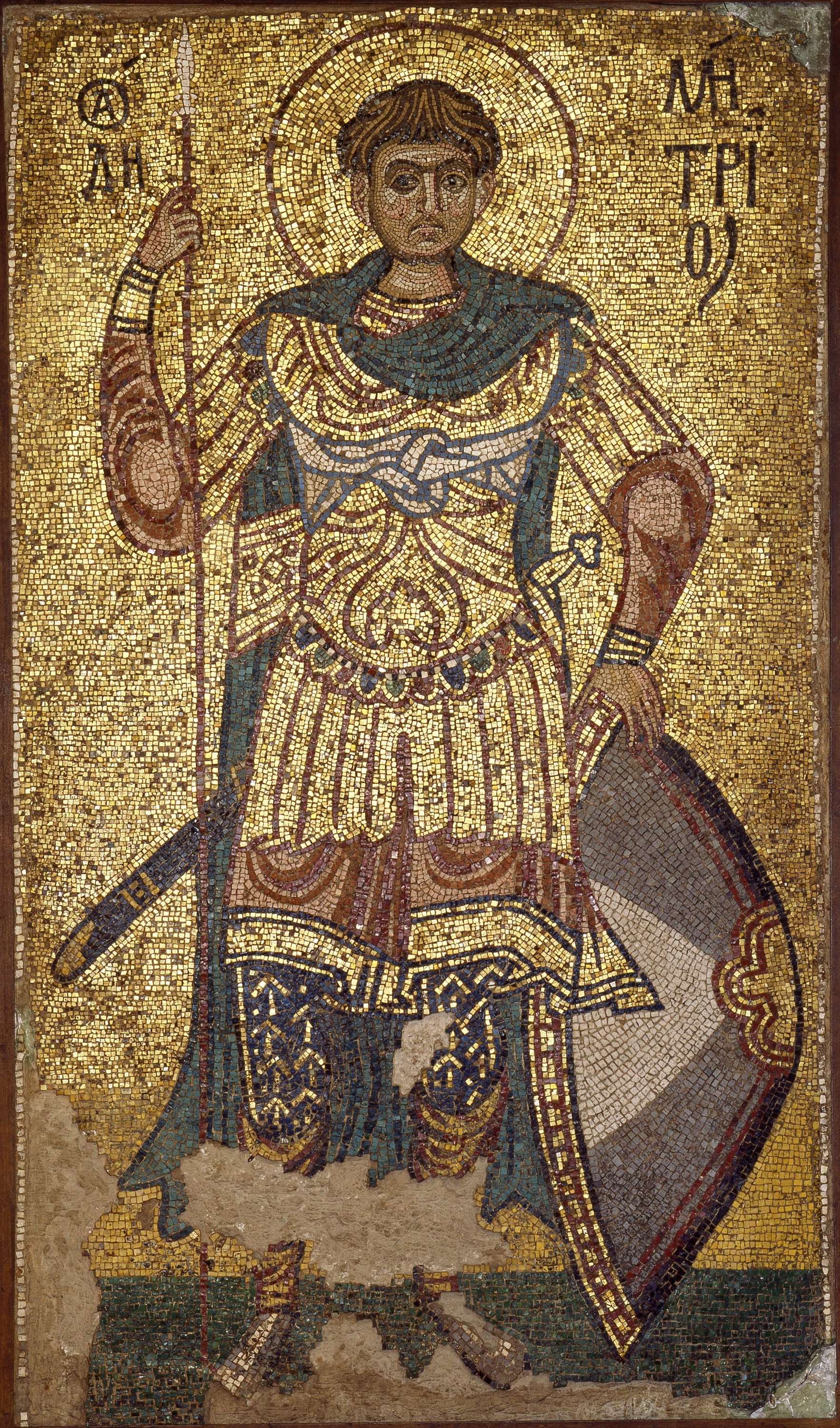
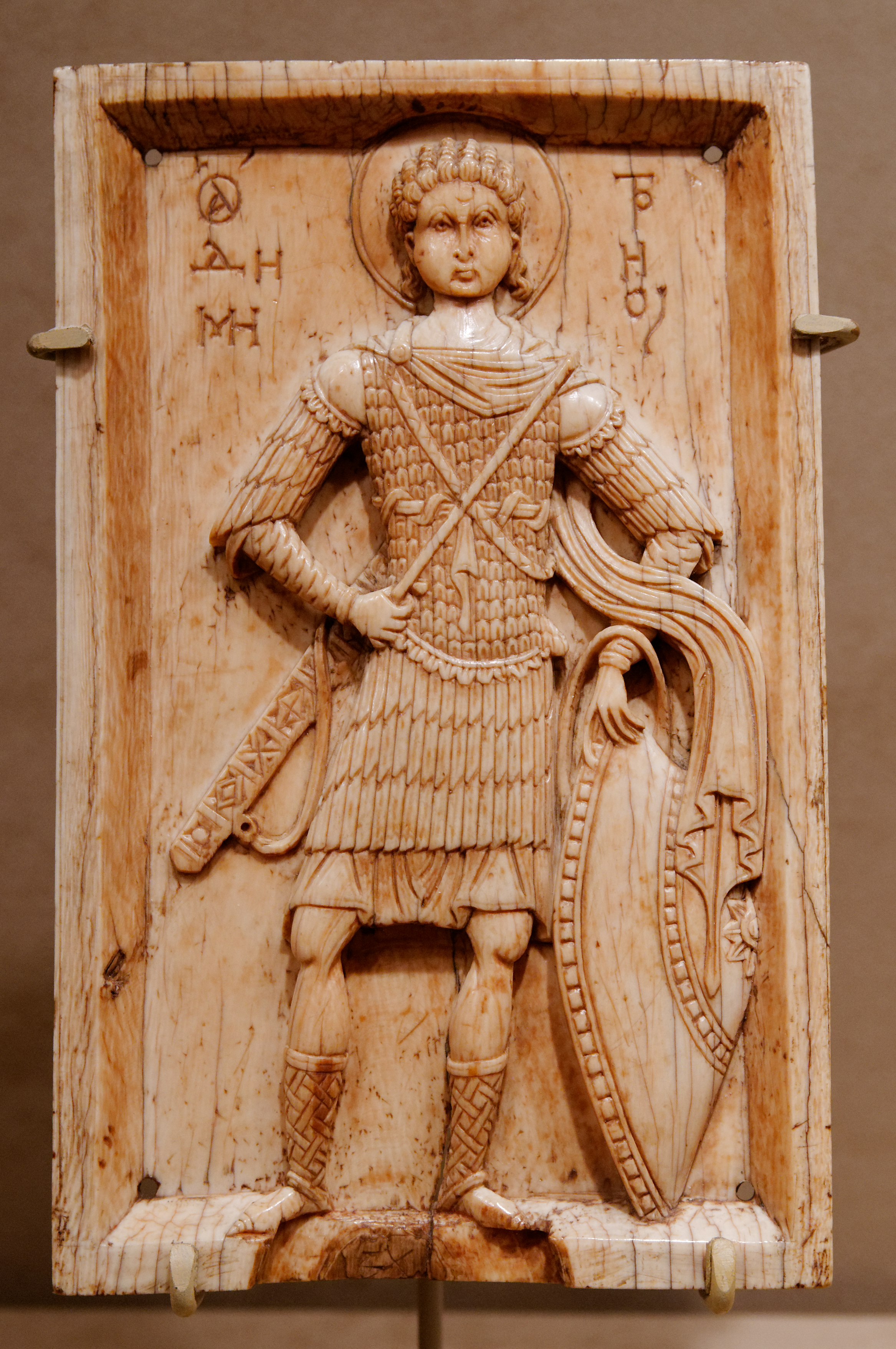
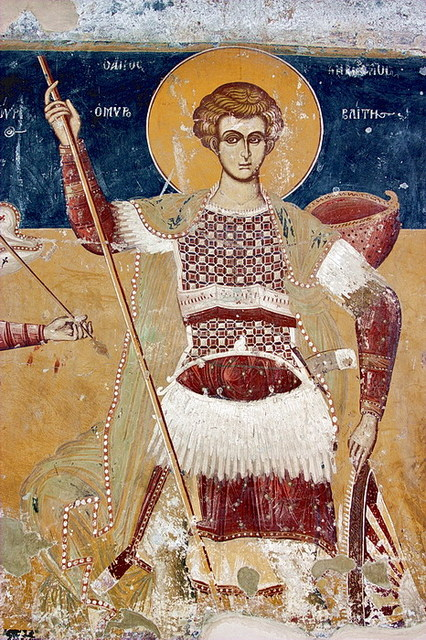
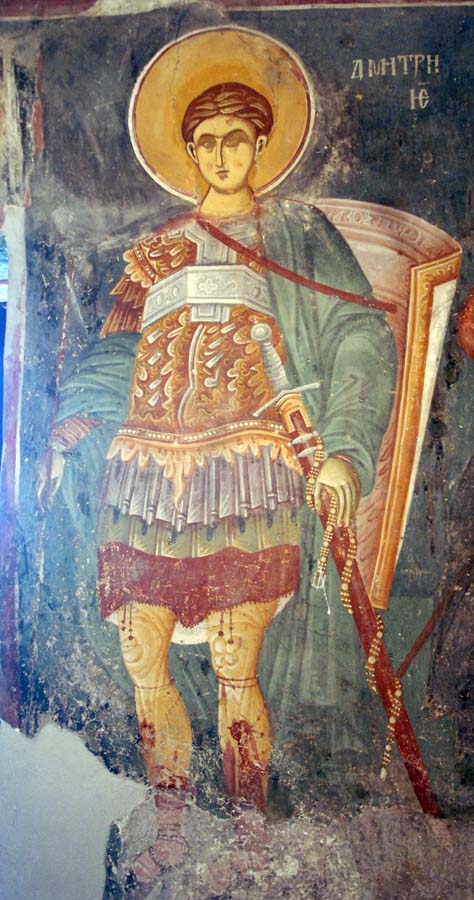
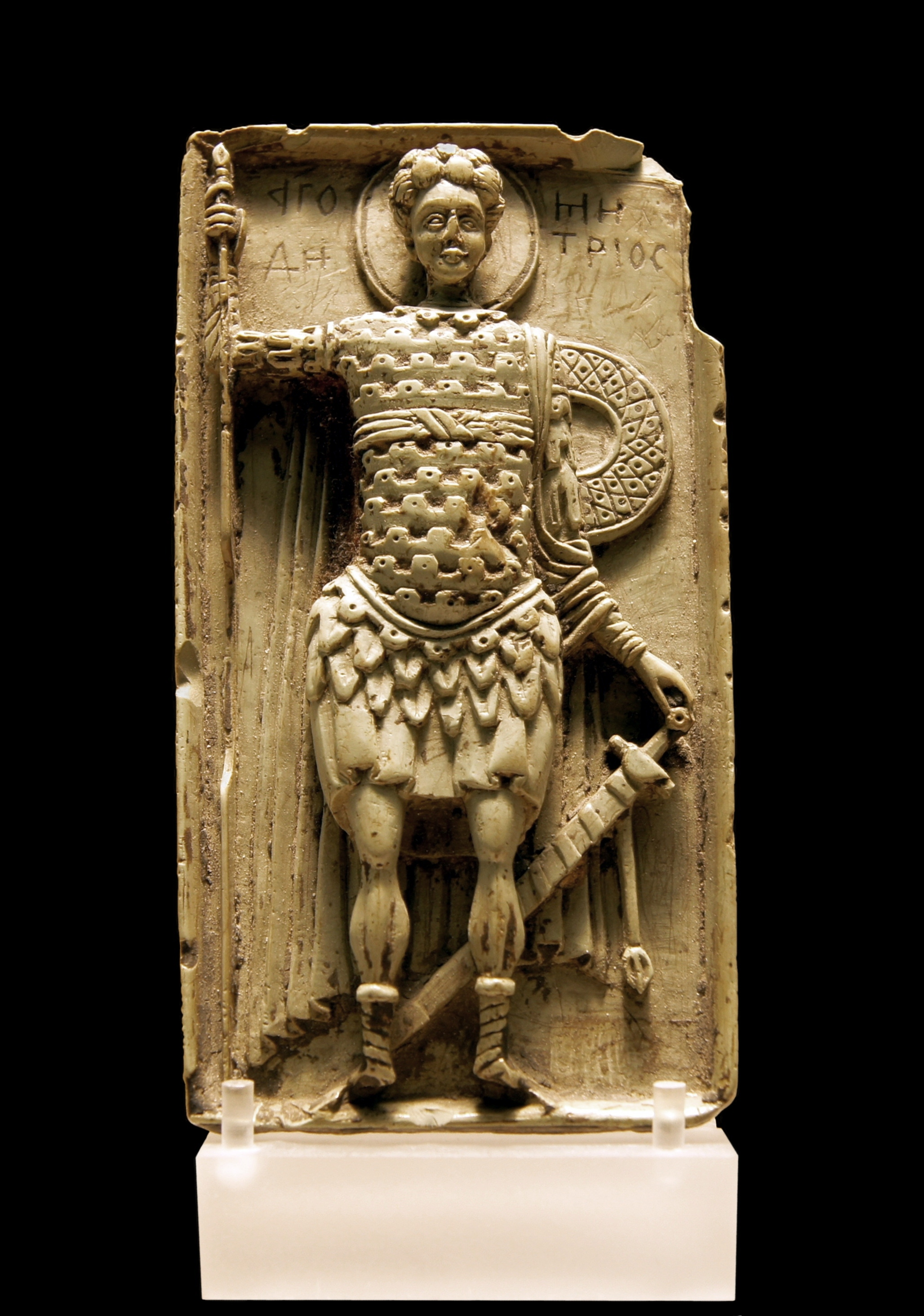
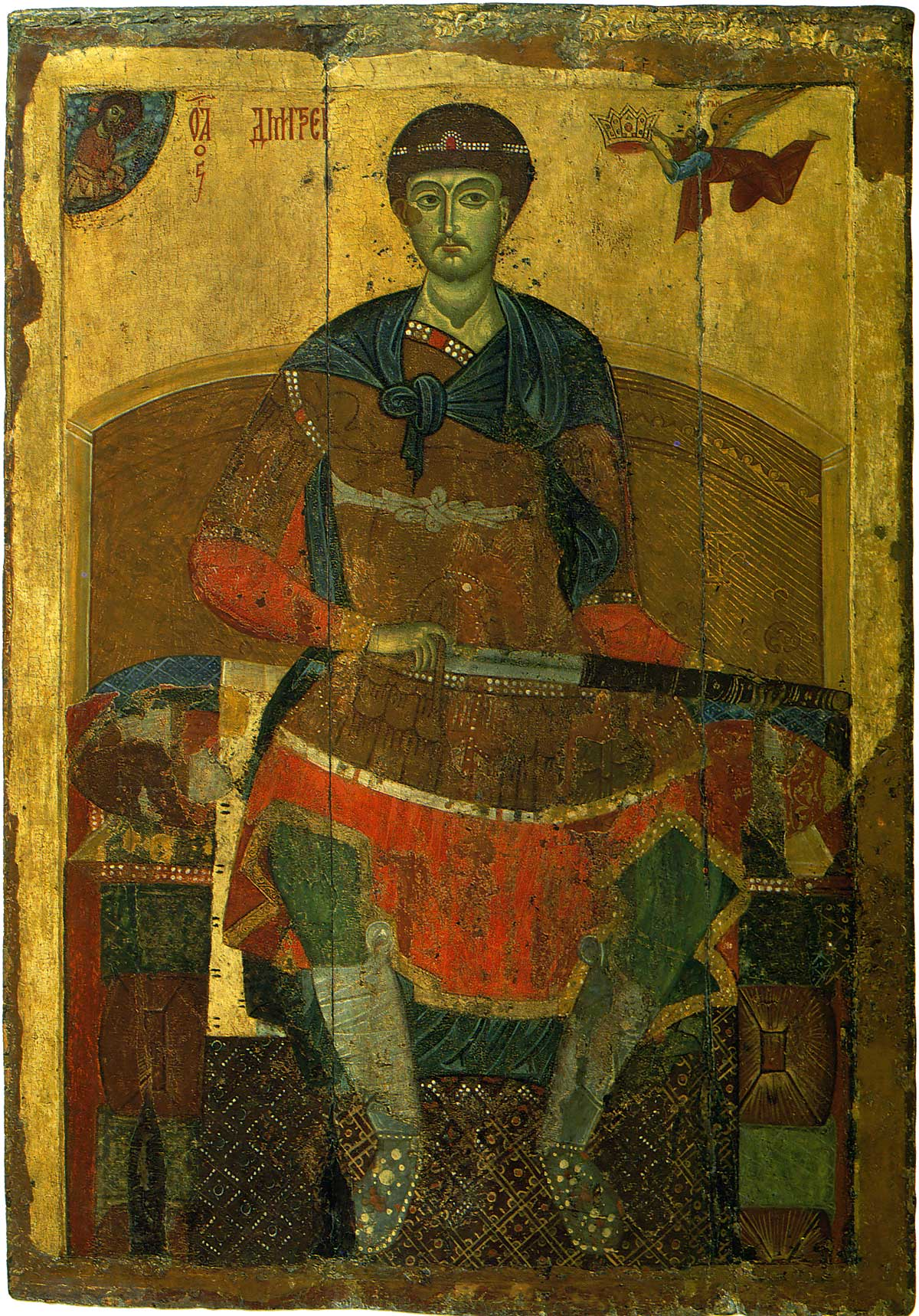
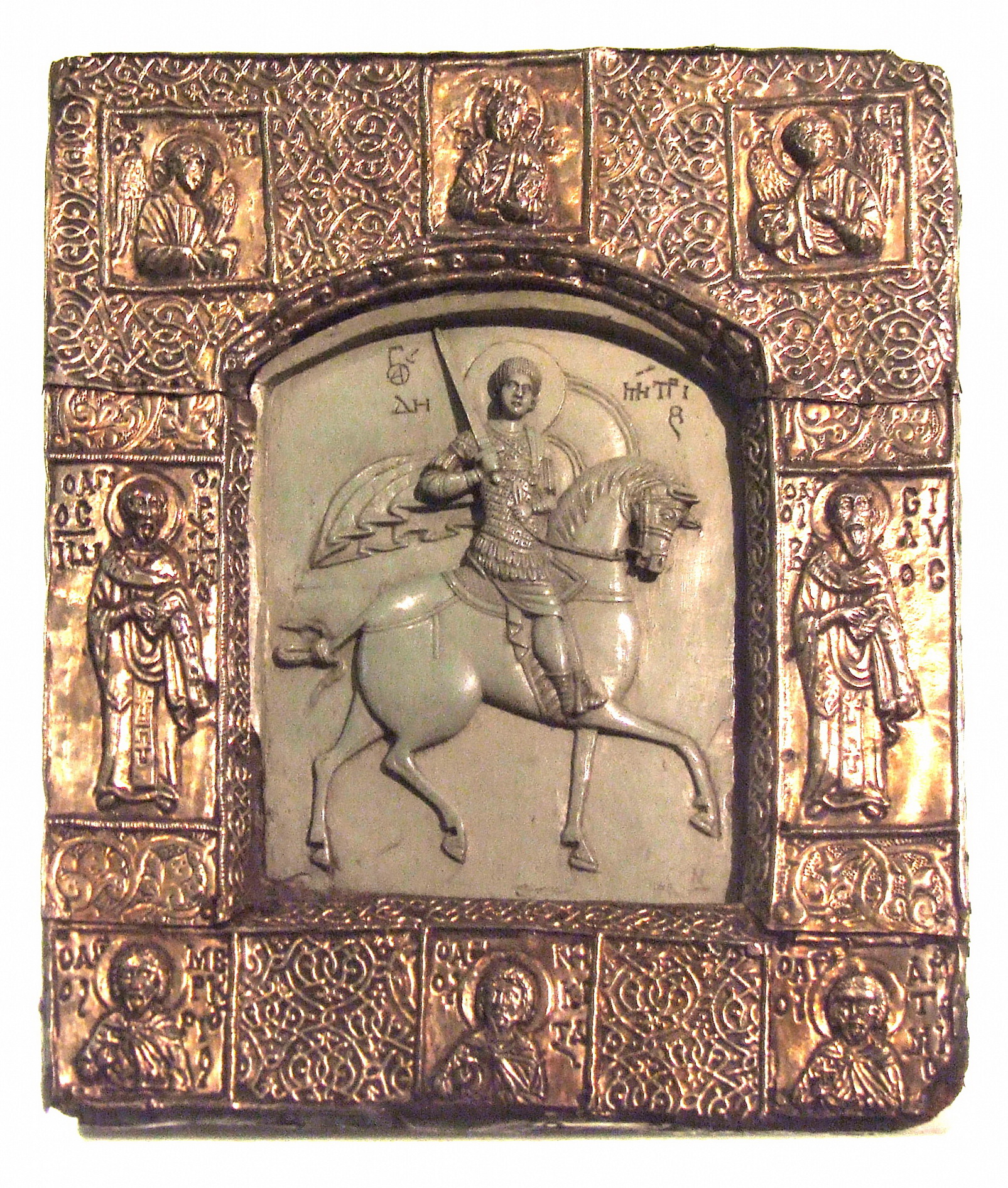
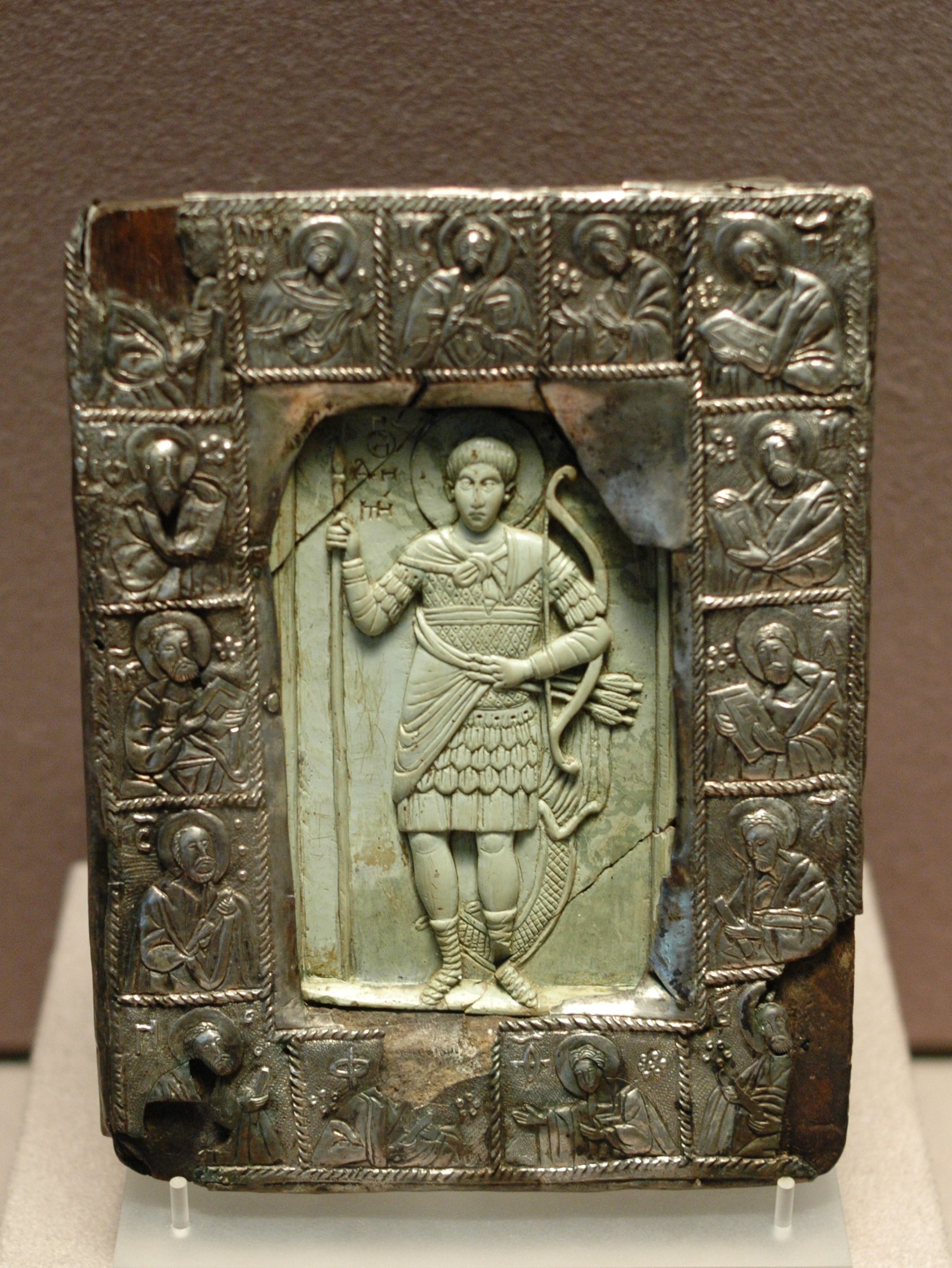
Icona bizantina (primi del XIV secolo)